# HD 118203
HD 118203 ist ein 289 Lichtjahre von der Erde entfernter später Hauptreihenstern mit einer Rektaszension von 13h 34m 02s und einer Deklination von +53° 43' 42". Er besitzt eine scheinbare Helligkeit von 8,05 mag. Im Jahre 2005 entdeckte Ronaldo Da Silva einen extrasolaren Planeten, der diesen Stern umkreist. 
Dieser trägt den Namen HD 118203 b.